# サーラ・プンティガム
サーラ・プンティガム（Sarah Puntigam、1992年10月13日 - ）は、オーストリア・シュタイアーマルク州出身の同国女子A代表女子サッカー選手。フランス・D1フェミナン・モンペリエHSC所属。メインのポジションはミッドフィルダーだが、ここ数年間はディフェンダーとしてプレーすることが増えてきている。
2021年9月にオーストリア代表選手として110試合目の出場を記録。これはオーストリア代表歴代最多出場記録である。

## 経歴

### クラブ
7歳でサッカーを地元クラブで始め、弱冠15歳で当時オーストリア・女子ブンデスリーガに属していたDFC LUV グラーツに移籍した。
17歳でドイツ女子ブンデスリーガに属するFCバイエルン・ミュンヘンに移籍した。当初はセカンドチームでプレーし、2010年にトップチームでのデビューを果たした。
2013年2月1日にスイス1部に属するSCクリエンスに移籍。2014年から2018年まではドイツ女子ブンデスリーガ1部に属するSCフライブルクでプレー。
2018年夏にフランス・D1フェミナン1部に所属するモンペリエHSCに移籍した。

### 代表
2007年からオーストリアU19代表チームでプレーし、2009年以降はオーストリア女子A代表に招集されている。代表デビューはアルガルヴェ・カップ2009でのウェールズ女子A代表戦（試合は2-1で勝利）。
代表初得点はアルガルヴェ・カップ2010でのフェロー諸島女子A代表戦にて記録した（試合は3-0で勝利）。
2015年から2016年にかけて行われたUEFA欧州女子選手権2017に向けての欧州予選を突破し、本大会出場を決めた。
2017年7月16日から8月6日にかけてオランダで開催されたUEFA欧州女子選手権2017では全試合にフル出場し3位という好結果を残した。
2020年3月6日にA代表ギャップ100試合目を記録した。

## タイトル

### クラブ
FCバイエルン・ミュンヘン
- 女子DFBポカール優勝（1回）： 2011-12

### 代表
オーストリア女子A代表
- キプロス・カップ優勝（1回）： 2016
- UEFA欧州女子選手権 3位（1回）： 2017